# نادیا هوردیانکو آندریانوا
نادیا هوردیانکو آندریانوا (انگلیسی: Nadija Hordijenko Andrianova; ۱۵ دسامبر ۱۹۲۱ – ۲۷ مارس ۱۹۹۸) مترجم، اسپرانتیست، و نویسنده اهل اوکراین بود.